# Tre Mand frem
Tre Mand frem er en amerikansk stumfilm fra 1921 af Maurice Campbell.

## Medvirkende
- Bebe Daniels som Teddy Simpson
- Jack Holt som Rob Winslow
- Mayme Kelso som  Weeks
- Edward Martindel som Dick Chiltern
- W. E. Lawrence som  Tom Hazzard
- Wade Boteler som Tweed
- Maurie Newell som Cissy
- Elsie Andrean som Mina